# Ali Pasza Muezinowicz

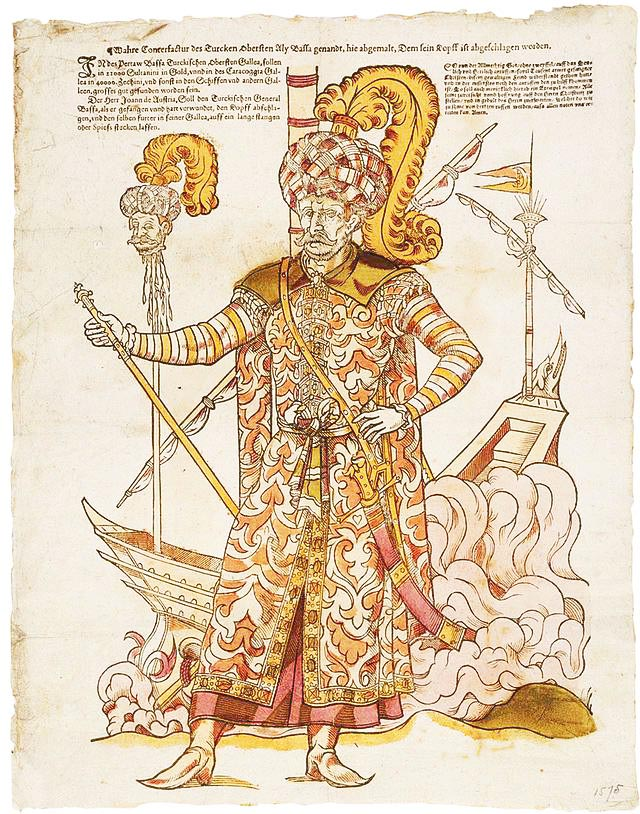
Ali Pasza Müezzinzade jako admirał floty

Ali Pasza Muezinowicz (z tur. Müezzinzade, "syn muezina", ur.?, zm. 7 października 1571) – osmański polityk, wódz, a w końcu wielki admirał ("Kaptan-ı Derya") osmańskiej floty śródziemnomorskiej w latach 1569–1571, na którym to stanowisku zastąpił Pijala Paszę.
Swoją karierę zawdzięczał ładnemu głosowi. Jako syn muezina często nawoływał do modlitwy z minaretu stojącego tuż obok sułtańskiego haremu. Nałożnice, żony, a również sam sułtan Selim II zachwycali się jego głosem, co pozwoliło mu wejść w łaski władcy i w końcu dostać jedną z sułtańskich córek za żonę.

## Podbój Cypru
Ali Pasza, na czele floty liczącej 188 galer, fust i statków transportowych wiozących armię inwazyjną dowodzoną przez Mustafę Lalę Paszę, wylądował na Cyprze 3 lipca 1570 roku.  Podczas gdy Mustafa Lala zajęty był zdobywaniem poszczególnych miast obsadzonych przez weneckie załogi, Ali Pasza skierował część swej floty na Kretę a następnie ku brzegom Morei, celem zapobieżenia przyjścia Cyprowi z pomocą przez floty chrześcijańskie.

## Bitwa pod Lepanto
Ali Pasza był naczelnym wodzem wszystkich morskich sił osmańskich w bitwie pod Lepanto 7 października 1571. Sułtan Selim powierzył mu jedną z największych świętości imperium osmańskiego, "Wielki Sztandar Kalifów", znacznych rozmiarów zieloną flagę z wyszytymi złotem wersetami z Koranu i z powtórzonym 28 900 razy imieniem Allaha. Sztandar Kalifów miał być bodźcem dla Alego i jego ludzi w walce z niewiernymi.
Podobnie jak jego główny przeciwnik Don Juan de Austria, był raczej dowódcą lądowym niż morskim, co spowodowało, że nie potrafił utrzymać swych okrętów w linii rzucając je do niemal kawaleryjskich szarż. To pozwoliło okrętom chrześcijan dokonywać głębokie wyłomy w osmańskich liniach i następnie niszczyć odizolowane od innych galery. Ponadto zamiast dowodzić całą flotą szukał rozwiązania w starciu ze swym głównym rywalem.  Jego okręt flagowy, galera "Sultana", starł się z flagową galerą Don Juan "La Real". Okręty zwarły się ze sobą i doszło do krwawej walki wręcz. Po godzinie, w którym to czasie galery z obu stron dostarczały posiłki, galera "Sultana" została zdobyta.  Ali Pasza otrzymał postrzał w głowę, a gdy upadł na pokład rozwścieczeni żołnierze hiszpańscy obcięli mu głowę i zatknęli ją na pice. To, jak również widok porwanego Sztandaru Kalifów, doprowadziło do całkowitego załamania morale na tureckich galerach, co miało odniesienie do ich panicznej ucieczki i poniesionych w jej trakcie strat.